# Prêmio Lo Nuestro para Artista Revelação
O Prêmio Lo Nuestro de Artista do Ano é uma das categorias dos Prêmios Lo Nuestro apresentados anualmente pela emissora televisiva estadunidense Univision. O prêmio é concedido a artistas musicais em reconhecimento pela excelência sonora de suas respectivas realizações ao longo do ano anterior à cerimônia, sendo uma das mais prestigiosas categorias da premiação. Os indicados e vencedores são previamente selecionados através de votação entre estações de rádio de língua espanhola nos Estados Unidos e também com base no desempenho nas paradas musicais latinas da Billboard.
Ao longo de sua história, os Prêmios Lo Nuestro originalmente sempre premiavam álbuns por gênero musical específico e sem nenhuma categoria geral. A categoria "Artista Revelação" foi apresentada pela Univision de 2013 a 2019, quando passou a ser subdividida em "Artista Revelação - Masculino" e "Artista Revelação - Feminino". O grupo musical mexicano 3Ball MTY foi o primeiro vencedor da categoria em 2013, sendo seguidos pelo grupo musical estadunidense Proyecto X. Em 2019, o rapper porto-riquenho Anuel AA foi o último vencedor da categoria antes de seu encerramento.

## Vencedores e indicados
| Ano  | Vencedor     | País de origem | Indicados | Ref. |
| ---- | ------------ | -------------- | --- | ---- |
| 2013 | 3Ball MTY    | México         | - Kary Hernández - Juan Magan - Henry Santos                                                                         |      |
| 2015 | Proyecto X   | Estados Unidos | - Aneeka - Johnny Sky - Kent y Tony                                                                                  |      |
| 2016 | Javier Rosas | México         | - Sofía Reyes - Rolf Sanchez - Tomas The Latin Boy                                                                   |      |
| 2019 | Anuel AA     | Porto Rico     | - Anitta - Casper Magico - Hansen Flores - Manuel Turizo - Nio García - Raymix - Tini - T3r Elemento - Virlan García |      |